# Игнатий Милованов
Игнатий Михайлович Милованов е руски пътешественик-изследовател и дипломат от XVII век.

## Изследователска дейност
От 50-те години на XVII век служи в Задбайкалието.
От април до август 1670 г. Милованов възглавява руска дипломатическа мисия в Китай. Познавайки много добре Задбайкалието, Милованов избира друг път до Пекин. Тръгва от Нерчинск, пресича река Аргун, изкачва се по левия ѝ приток река Чжадунхе, преодолява планината Голям Хинган, спуска се по река Ялухе (десен приток на Нунцзян), пресича река Силяохе и пристига в Пекин. Там му е оказан пищен прием и през август по същия път се завръща в Нерчинск. През 1671 г. Милованов пристига в Москва, за да докладва на царя резултатите от преговорите.
През 1675 г. в Енисейск руското посолството, възглавявано от Николае Милеску, се среща с Милованов и той е натоварен със задачата да разузнае пътя, по който след това ще премине посолството и да извести китайските власти в Пекин за целите на руската мисия и времето на пристигането ѝ в китайската столица. Отрядът на Милованов се изкачва по Ангара до Байкал и по река Селенга до устието на река Уда. Оттам продължава на североизток покрай десния бряг на реката до езерото Болшое Еравное, след това пресича Яблоновия хребет и по реките Чита и Ингода (от системата на Амур) пристига в Нерчинск. От Нерчинск по Шилка и Амур Милованов се добира до селището Албазин (124° 05' и.д.) и, след като преодолява Амур, първи от европейците минава покрай източните склонове на планината Голям Хинган и пристига в Пекин. След като изпълнява поставените му задачи Милованов се връща и на 18 февруари 1676 г. на река Нунцзян се среща с руската мисия, която пътува към Пекин. Милеску му връчва специално писмо до царя, в което описва пътуването дотогава и Милованов се завръща в Москва като куриер. След няколко години отново се завръща в Нерчинск.
От „разказите“ на първите руски пътешественици и данните от археологическите изследвания, проведени през XX век, се стига до извода, че в средата на XVII век на територията на Приамурието не съществува развито земеделие и животновъдство. Заселеността на района е много слаба – главно ловци и прекупвачи на ценни кожи. Московските власти са сериозно обезпокоени от възможното нахлуване на манджури в района и заселването му с китайци. За откриването на нови удобни за заселване места и ускоряване на селскостопанското усвояване на края Москва отправя в Нерчинск заповед с указания за изследване и детайлно описание на долините на реките Амур, Зея и Селемджа. Тази отговорна задача е поверена на отлично познаващия огромния регион Игнатий Милованов.
През 1681 г. описва части от западната част на Зейско-Бурейнската равнина с лесостепен ландшафт и я препоръчва като пригодна за развиване на земеделие и животновъдство. Изследва и южната част на Амурско-Зейското плато, покрито с широколистни и иглолистни гори, брезови и дъбови храсти. В началото на 1682 г. завършва описанието на платото, съставя му чертеж и укрепява построените по-рано руски селища. При вливането на Зея в Амур избира място за ново селище, което е построено обаче чак през 1856 г. под името Благовещенск, и което е тласък към масовото преселение на руснаци в Приамурието.